# ホルヘ・ホセ・ベニテス
ホルヘ・ホセ・ベニテス（Jorge José Benítez、1950年6月3日 - ）は、アルゼンチン・ブエノスアイレス出身の元サッカー選手、サッカー指導者。ポジションはMF。

## 経歴
ラシン・クルブの下部組織出身で、1969年から1973年までプレーした。1973年にボカ・ジュニアーズに移籍すると、引退する1981年まで過ごした。天才的なミッドフィールダーで、ボカでは305試合に出場して40得点を挙げた。リーグ優勝3度、コパ・リベルタドーレス優勝2度、インターコンチネンタルカップ優勝1度を果たした。
現役引退後は、ボカのジュニアチームの監督を務めた。2004年11月、ミゲル・アンヘル・ブリンディシの後任としてトップチームの監督に就任した。2005年7月、コパ・リベルタドーレスの成績不振と準々決勝の事件により解任された。ベニテスが準々決勝のCDグアダラハラ戦でアドルフォ・バウティスタに唾を吐いているのをテープにはっきりと記録されていた。

## 所属クラブ
- 1969-1973  ラシン・クラブ (105試合12得点)
- 1973-1981  ボカ・ジュニアーズ (305試合40得点)